# ケヒッラー
ケヒッラー（קְהִלָּה qəhillāh, ドイツ語: Jüdische Gemeinde, Israelitische (Kultus-)Gemeinde, 英語: Jewry, Jewish quarter, ポルトガル語: Judiaría, Juderia, bairro Judeu, スペイン語: Judería, barrio Judío, ラディーノ語: máale djudia, La Kaleja djudia, カタルーニャ語: call, フランス語: Juiverie, イタリア語: Giudecca）とは、ユダヤ教徒（つまりユダヤ人）のコミュニティーのことであり、ユダヤ人社会の最小の単位のような存在
（ヘブライ語版ウィキペディアの「ケヒッラー」のページは chebhrāh, "society" へ相当する項目へ転送されている）。
カーハール（קָהָל qāhāl 会衆）の女性名詞形。
以下のものを備える：
- シナゴーグ
- ダイヤーン dayyan
- ラビ
- ハッザーン
- ヘデル cheder、ヘデルの教師
- シェヒーター shechita を行うショーヘート
- （マシュギーアハ）
- ソーフェール (en) とソーフェレト (en)
- モーヘール mohel
- 墓地 (ユダヤ教) Jewish cemetery
- ヘブラー・カッディーシャー chevra kadisha
- ツェダーカーの機関 tzedaqah
- （マッギード） (en)

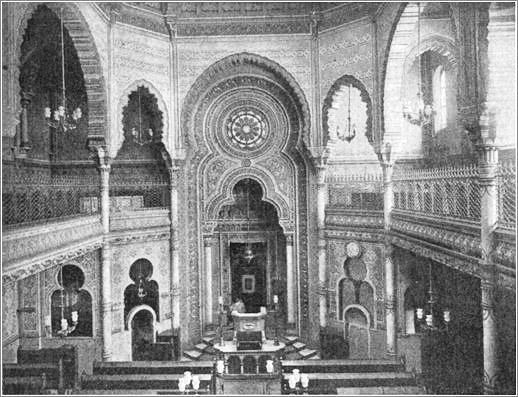
マインツのシナゴーグ
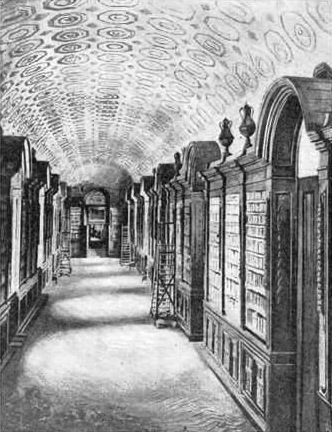
ユダヤ教文献の図書館
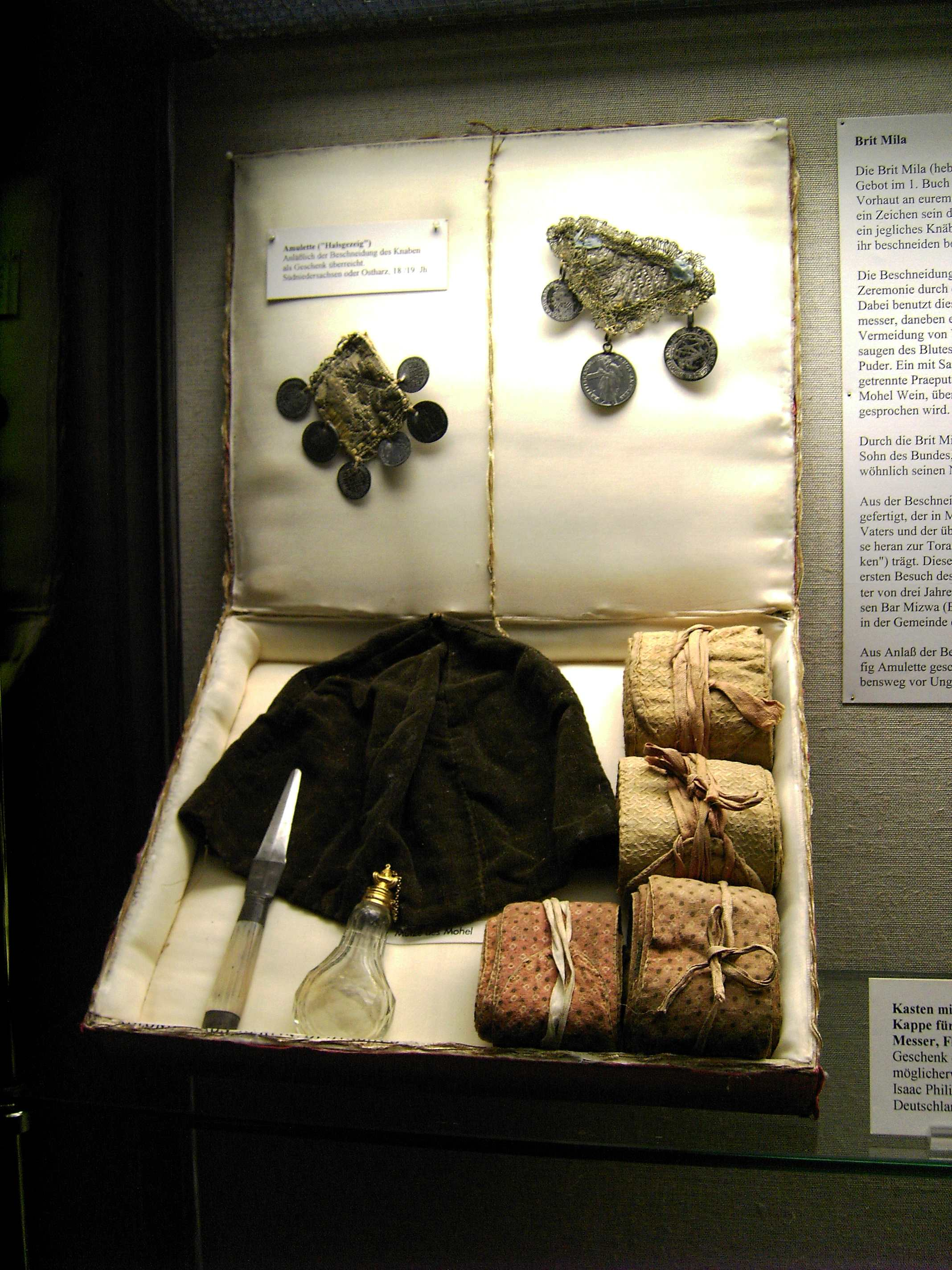
道具
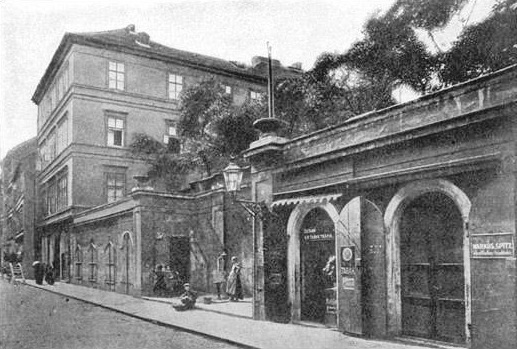
墓地
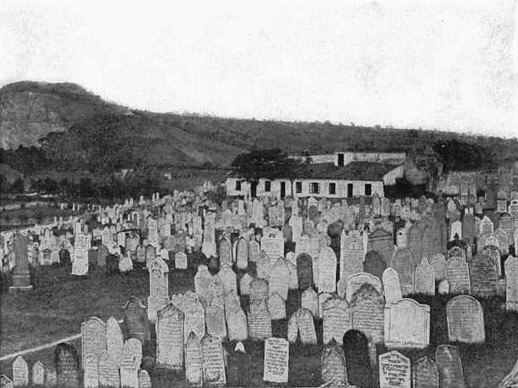
ニコルスブルクの墓地
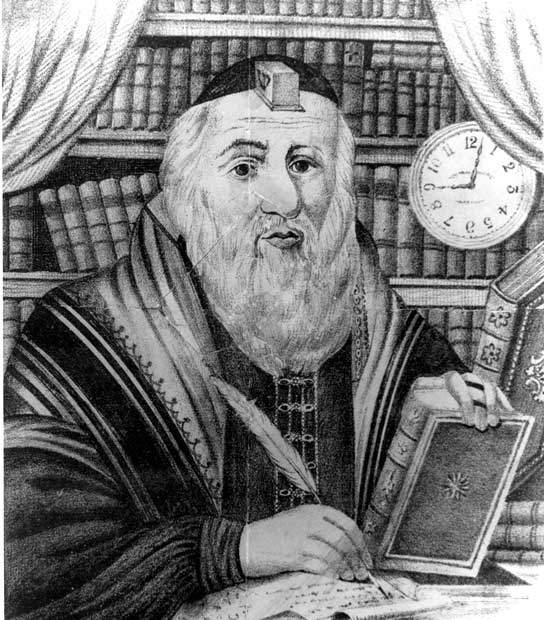
ラビ
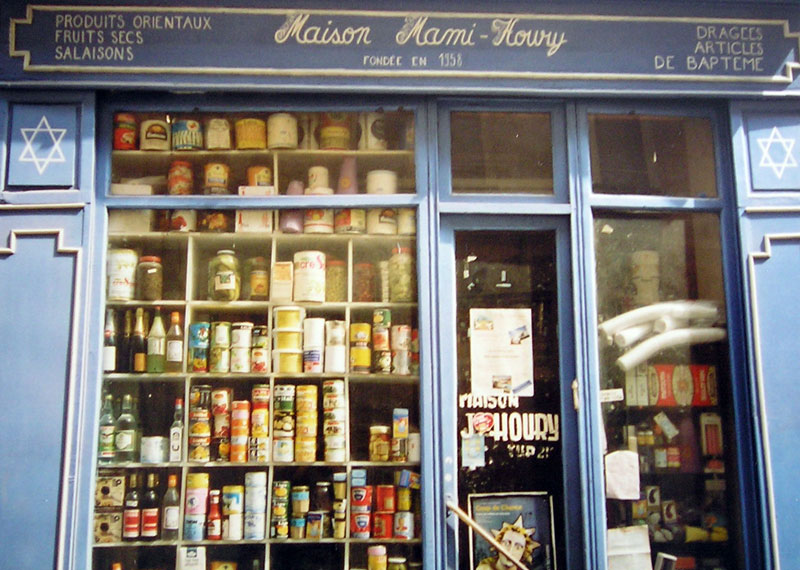
マレ地区・カシュルート食品店
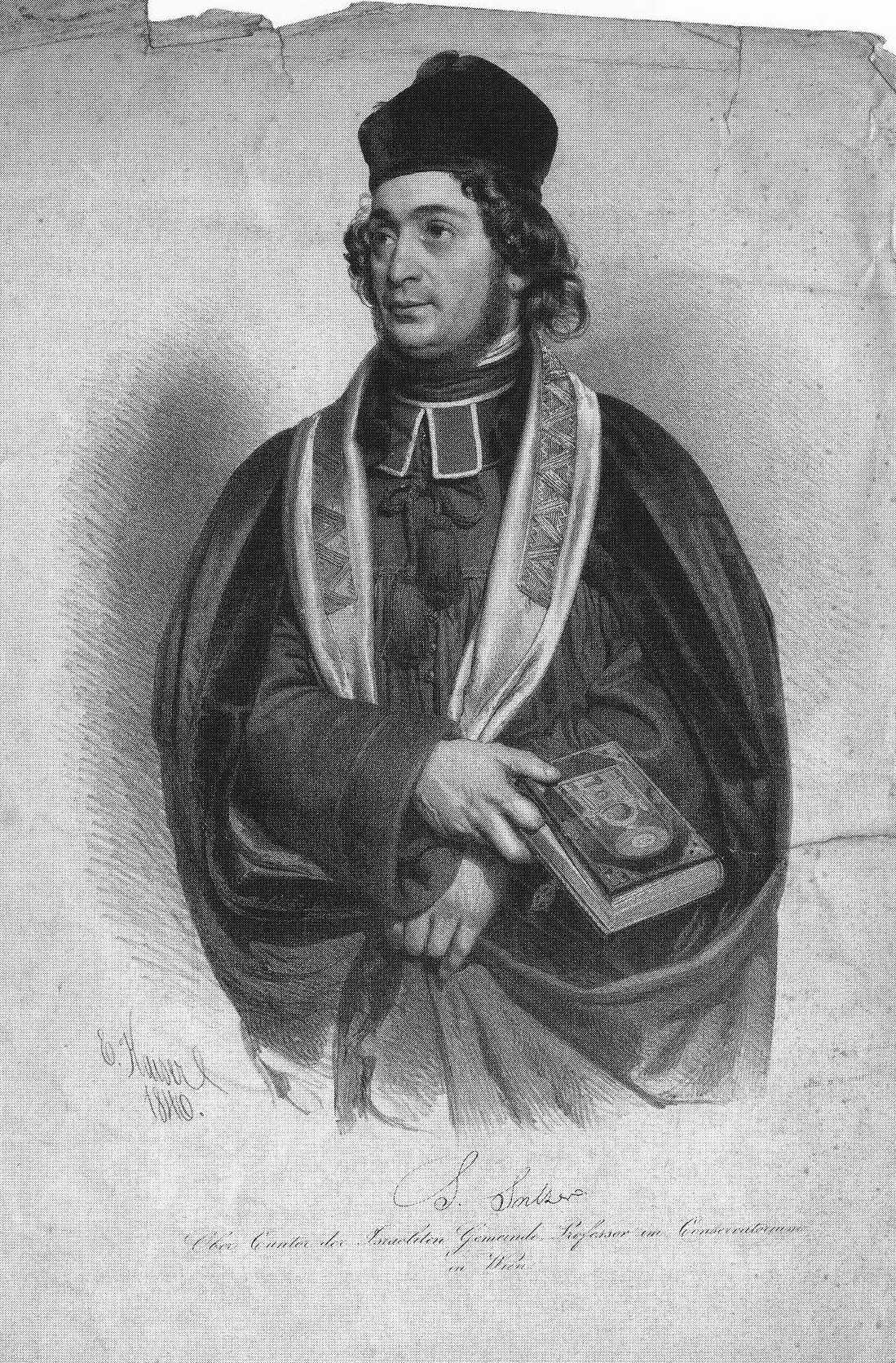
ハッザーン
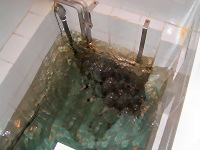
ミクワー
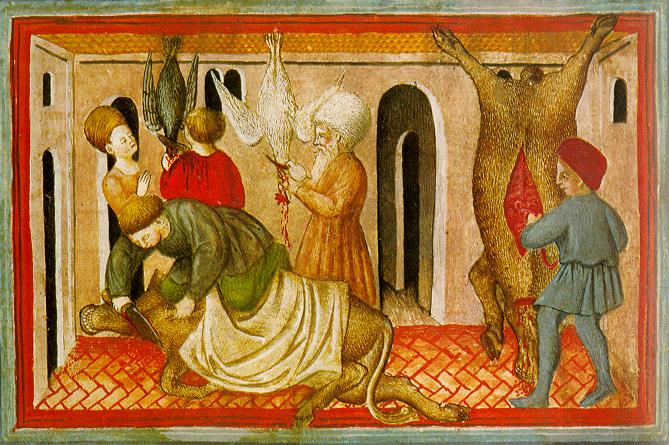
ショーヘートによるシェヒーター
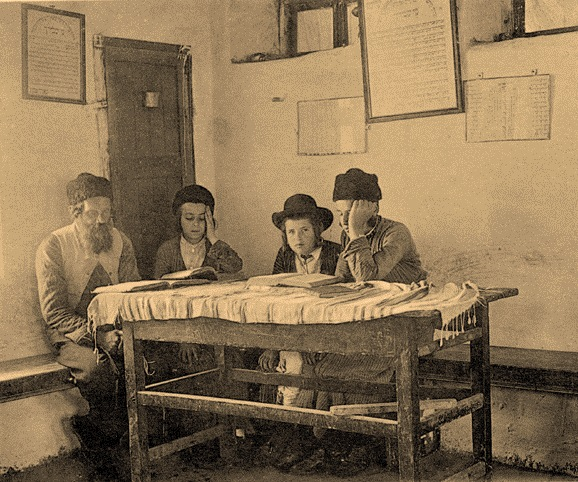
ヘデル（タルムード・トーラー）での研究
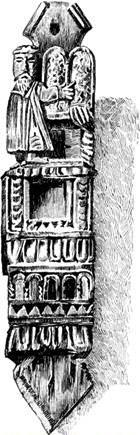
メズーザー ユダヤ人の家であることがわかる
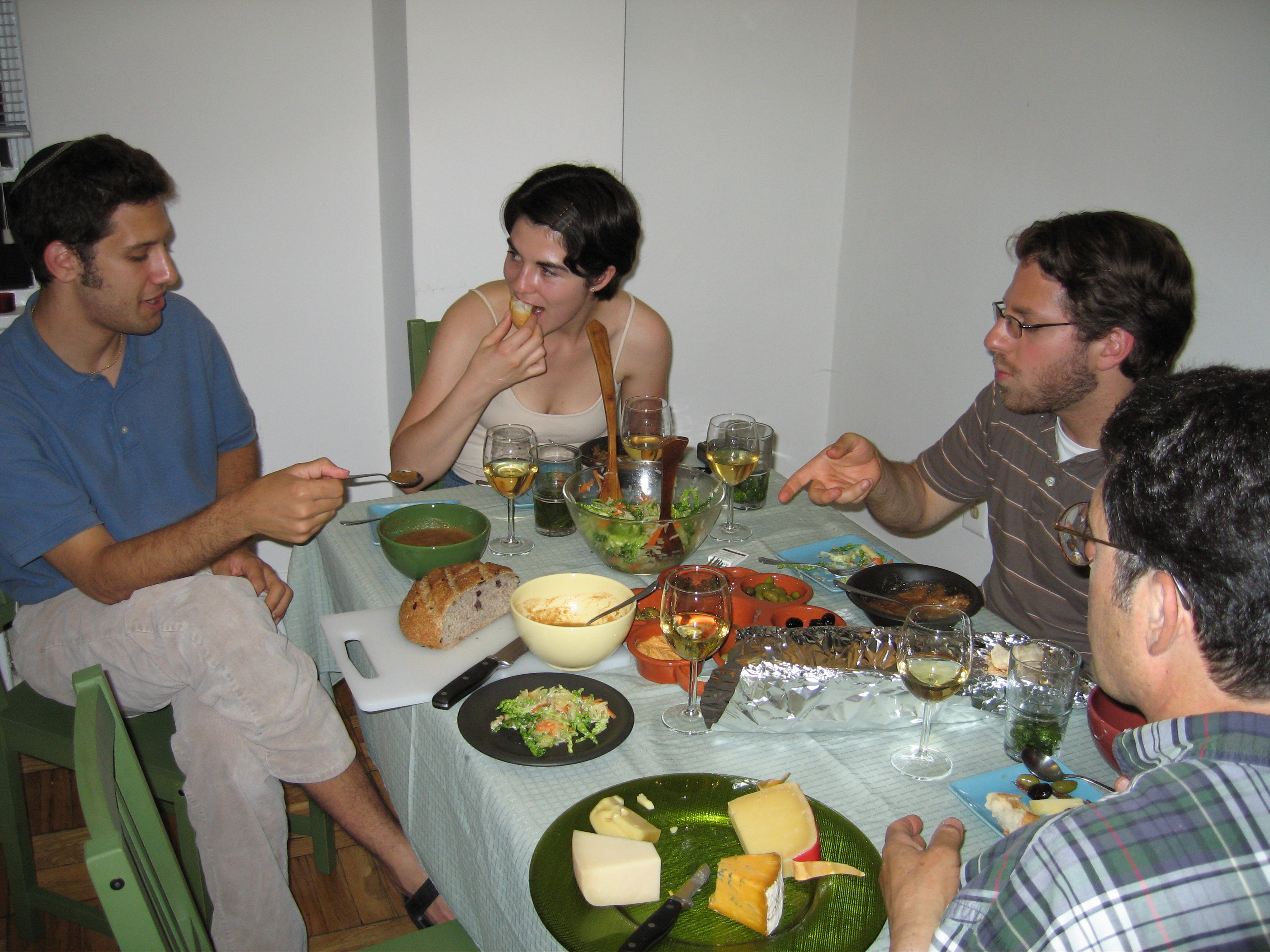
シャッバート

歴史的に、ケヒッラーはユダヤ人コミュニティーと、外部の異教徒のコミュニティーとの関係において準政府的な役割を負っていた。